# Козьмяш
Козьмяш — река в России, протекает в Чернушинском районе Пермского края. Начинается в урочище Летяга на высоте около 240 м. Устье реки находится в 310 км по левому берегу реки Быстрый Танып. Высота устья 130 м над уровнем моря. Длина реки составляет 30 км, площадь водосборного бассейна 165 км². Выше устья Самсоновки называется Козьмяшка.

## Притоки
Уварговка, Васькин Ключ, Александров Ключ, Лягаевка, Калиничев Лог, Самсоновка, Атряшка, Берёзовка, Валежанка, Феклевка, Талая (все — левые), Шараповский (пр), Тряс, Плоский, Малая Козьмяшка (левые).

## Данные водного реестра
По данным государственного водного реестра России относится к Камскому бассейновому округу, водохозяйственный участок реки — Белая от города Бирск и до устья, речной подбассейн реки — Белая. Речной бассейн реки — Кама.
По данным геоинформационной системы водохозяйственного районирования территории РФ, подготовленной Федеральным агентством водных ресурсов:
- Код водного объекта в государственном водном реестре — 10010201612111100025728
- Код по гидрологической изученности (ГИ) — 111102572
- Код бассейна — 10.01.02.016
- Номер тома по ГИ — 11
- Выпуск по ГИ — 1